# ジョー・オマホニー
ジョー・オマホニー（Joe O'Mahony、- 2014年1月7日）は、アイルランド出身の元サッカー選手、元サッカー指導者。選手時代のポジションはセンターバック。リムリック時代の背番号4は2014年1月より永久欠番となっている。

## 来歴
レッズ・ユナイテッドでサッカーを始め、プロスペクト所属時の1966年に年代別アイルランド代表に選出され、3月18日の北アイルランド代表戦に出場した。同年、リムリックと契約し、11月6日のスライゴ・ローヴァーズ戦でリーグ・オブ・アイルランドデビューを飾った。
1969年、1970 FIFAワールドカップ予選のアイルランド代表に招集され、チェコスロバキア戦でベンチ入りしたが、出場機会はなかった。1970年、リーグ・オブ・アイルランド選抜に選出され、スコティッシュ・フットボールリーグ選抜、オーストラリア代表戦に出場した。
1971年にFAIカップ優勝、1980年代には主将として1980年のリーグ優勝、1982年のFAIカップ優勝を果たした。1970年のダブリンシティカップ、1975年のリーグ・オブ・アイルランドカップでも優勝した。
1984年から2年以上リムリックの監督を務めた後、選手として復帰し、38歳で迎えた1986年10月25日のセント・パトリックス・アスレティック戦が現役最後の試合となった。リムリックはシニアレベルで所属した唯一のクラブであり、20年間でJohnny Walshに次ぐクラブ歴代2位のリーグ戦418試合に出場し、30得点を記録した。リムリックのファンには、フリーキックのスペシャリストとして知られていた。
2014年1月7日、65歳で死去。リムリックは選手時代の背番号4を永久欠番とすることを発表した。

## 獲得タイトル
- リーグ・オブ・アイルランド：1回
  - 1979-80
- FAIカップ：2回
  - 1970-71, 1981-82
- リーグ・オブ・アイルランドカップ：1回
  - 1975-76
- ダブリンシティカップ：1回
  - 1969-70